# Avenue Émile Lainé
L'avenue Émile Lainé est une rue bruxelloise des communes d'Auderghem et de Woluwe-Saint-Pierre en Parc de Woluwe qui relie l'avenue Louis-Léopold Vander Swaelmen à hauteur du Pont du Diable à l'avenue du Parc de Woluwe en contournant le vallon principal du parc. Elle est interdite à la circulation automobile.
Sa longueur est d'environ 750 mètres.

## Historique et description
Cette rue reçut un nom vers la fin de XXe siècle, ainsi que toutes les allées du parc de Woluwe.

## Biographie
Émile Lainé est considéré à tort comme l'architecte paysagiste qui, sur ordre de SAR le roi Léopold II, conçut l'aménagement du Parc de Woluwe, ainsi que du Parc Parmentier voisin, lors de l'aménagement au début du XXe siècle, de l'avenue de Tervueren.
Il s'agit en fait d'une erreur : c'est son homonyme, Élie Lainé, qui a aménagé le parc de Woluwe.

## Galerie

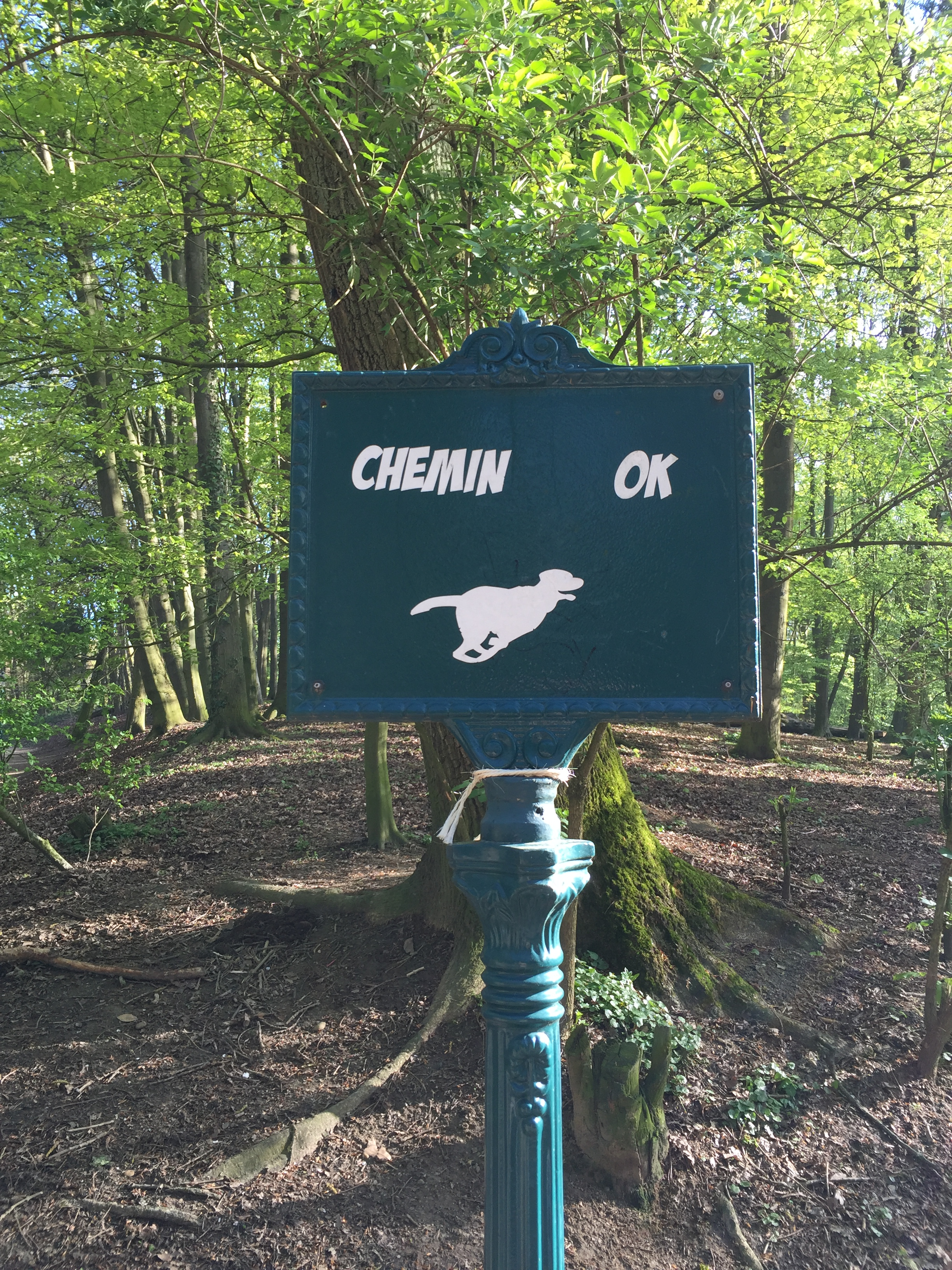
Accès au vallon[2] par l'autre côté de l'avenue.